# Bis in die Spitzen
Bis in die Spitzen war eine deutsche TV-Serie (2005), die auf der englischen BBC-Serie Cutting It basiert und von Sat.1 ab Oktober 2005 ausgestrahlt wurde.
Auf dem Film Festival Cologne wurden bereits im Juli 2005 erste Ausschnitte der Serie präsentiert.

## Handlung
Niki und Philipp sind seit zehn Jahren glücklich miteinander verheiratet und führen zusammen einen Friseursalon in Berlin. Doch die Idylle bleibt nicht lang bestehen, denn Nikis Ex-Freund Finn taucht auf und versetzt Niki in ein Wechselbad der Gefühle. Dessen Frau Mia eröffnet einen Salon direkt gegenüber und verursacht damit einen Kleinkrieg, der mit allen Mitteln bestritten wird.

## Ausstrahlung in Deutschland
Die Serie wurde ab dem 10. Oktober 2005 montags 21:15 Uhr auf Sat.1 ausgestrahlt. Die Serie wurde von Kritikern im Vorfeld hoch gelobt, die Quoten blieben jedoch hinter den Erwartungen zurück, sodass Sat.1 die Serie nach der aus 13 Folgen bestehenden ersten Staffel einstellte. Die letzte Folge wurde am 9. Januar 2006 ausgestrahlt.
Die folgende Tabelle zeigt eine Auswahl der gemessenen Einschaltquoten.
| Ausstrahlung                  | Zuschauer | Zuschauer       | Marktanteil | Marktanteil     | Quelle |
| Ausstrahlung                  | Gesamt    | 14 bis 49 Jahre | Gesamt      | 14 bis 49 Jahre | Quelle |
| ----------------------------- | --------- | --------------- | ----------- | --------------- | ------ |
| 10. Oktober 2005 (21:15 Uhr)  | 2,21 Mio. | 1,43 Mio.       | 7,3 %       | 10,9 %          | [ 2 ]  |
| 10. Oktober 2005 (22:15 Uhr)  | 1,83 Mio. | 1,13 Mio.       | 8,8 %       | 11,6 %          | [ 2 ]  |
| 17. Oktober 2005              | 2,21 Mio. | 1,37 Mio.       | 7,3 %       | 10,1 %          | [ 4 ]  |
| 24. Oktober 2005              | –         | 1,36 Mio.       | –           | 9,9 %           | [ 5 ]  |
| 31. Oktober 2005              | 1,58 Mio. | 0,98 Mio.       | 5,0 %       | 7,4 %           | [ 6 ]  |
| 7. November 2005              | 1,97 Mio. | –               | 6,3 %       | 9,3 %           | [ 7 ]  |
| 9. Januar 2006                | –         | –               | –           | 7,2 %           | [ 8 ]  |
| 9. Januar 2006 (letzte Folge) | 1,93 Mio. | 1,25 Mio.       | 5,9 %       | 8,8 %           | [ 3 ]  |

Seit dem 24. März 2006 gibt es die komplette Serie auf vier DVDs.